# John Lovelock
John "Jack" Edward Lovelock (Crushington, 5 de janeiro de 1910 — Nova York, 28 de dezembro de 1949) foi um atleta e corredor neozelandês de meio-fundo, campeão olímpico dos 1500 m em Berlim, 1936.
Nascido numa pequena vila do interior da Nova Zelândia, desde a infância foi um atleta eclético, participando de competições de rugby, atletismo, boxe e natação no ensino básico e no curso secundário. Em 1929, começando a cursar medicina na Universidade de Otago, fez parte da equipe de revezamento da faculdade na milha, que disputou o campeonato universitário neozelandês. Em 1932, já recordista do Império Britânico nesta prova, ele competiu nos 1500 m dos Jogos Olímpicos de Los Angeles, ficando na sétima colocação.
Em 1933, Lovelock quebrou o recorde mundial da milha (4:07.6) correndo na Universidade de Princeton contra o campeão local. No mesmo ano, representou a Nova Zelândia na Universíade, em Turim, Itália, onde renovou sua rivalidade com o italiano Luigi Beccali, campeão olímpico da prova em Los Angeles 1932. Beccali derrotou Lovelock novamente em Turim e igualou o recorde mundial dos 1500 m. Os dois iriam se encontrar novamente em Jogos Olímpicos, em Berlim 1936. Em 1934, ele ganhou a medalha de ouro na milha dos Jogos da Commonwealth.

## Berlim 1936
O auge de sua carreira aconteceu durante os Jogos Olímpicos de Berlim, sediados pela Alemanha Nazista de Adolf Hitler. Ele tinha analisado sua derrota em 1932 e feito um novo plano tático revolucionário. A corrida é lembrada como uma das melhores finais de 1500 m olímpicos e reuniu alguns dos maiores corredores desta distância na história. A final foi o ápice da grande era das corridas de milha entre 1932 e 1936, durante o qual os recordes mundiais da milha e dos 1500 m eram quebrados constantemente. Além do norte-americano Glenn Cunningham, que havia quebrado o recorde de Lovelock na milha um ano antes, estavam nela o seu rival e campeão olímpico de 1932 Luigi Beccali, Sydney Wooderson, um novo talento britânico, o medalhista de prata em Los Angeles John Cornes, o campeão sueco Erik Ny e o canadense Phil Edwards, bronze em Los Angeles 1932.
Na final, Lovelock, conhecido por todos por ser um corredor conservador durante a prova mas de explosão na chegada, surpreendeu os adversários forçando o ritmo quando ainda faltavam 300 metros, abrindo uma vantagem considerável impossível de ser retirada ao final. Ele ganhou a medalha de ouro, a primeira no atletismo para a Nova Zelândia, e estabeleceu um novo recorde mundial, 3:47.8. Cunningham, segundo colocado e que também quebrou o recorde antigo, era considerado o maior corredor de milha americano de todos os tempos. Luigi Beccali ficou apenas com a medalha de bronze.
O comentarista da prova pela rádio BBC britânica foi Harold Abrahams, campeão olímpico dos 100 m em Paris 1924, imortalizado no filme Carruagens de Fogo.

## Morte
Durante a Segunda Guerra Mundial, Lovelock serviu como major no Corpo Médico da Armada Real, casando-se ao fim dela, em 1945. Em 1946, ele mudou-se com a esposa para Nova York, onde começou a trabalhar num hospital em Manhattan. Em 28 de dezembro de 1949, já pai de dois filhos,  Lovelock morreu tragicamente, quando sofreu uma tontura e caiu sobre os trilhos do metrô da estação da Church Avenue, possivelmente por sofrer um mau súbito causado por um ataque de tonturas que vinha sofrendo – ele havia telefonado para a mulher mais cedo naquele dia, dizendo que voltaria para casa antes do horário por não estar passando bem – e foi atropelado por um trem que chegava à estação. Tinha 39 anos de idade.